# Сумкино (Нижегородская область)
Сумкино — деревня в Лысковском районе Нижегородской области. Входит в состав Кисловского сельсовета.

## География
Деревня расположена в 70 км к востоку от Нижнего Новгорода, недалеко от деревни протекает река Китмар, правый приток Волги. Ближайший населённый пункт — деревня Лыткино.

## История
В XIX — начале XX вв. деревня Сумкино входила в состав Макарьевского уезда.
С конца 1920-х до начала 1950-х годов в Сумкино существовал колхоз «Роза».

## Население
Численность населения составляет 76 человек (2011).

## Инфраструктура
В Сумкино одна улица — Луговая, около 38 домов. В деревне есть таксофон.